# Челівці
Челівці (Чельовце; словац. Čeľovce, угор. Cselej) — село в Словаччині в Требішовському окрузі Кошицького краю. Село розташоване на висоті 143 м над рівнем моря. Населення — 530 чол. (99 % — словаки). Вперше згадується в 1220 році. В селі є бібліотека, кінотеатр та футбольне поле.

## Населення
| Рік:            | 1994. | 2004.   | 2014.   | 2024.   |
| --------------- | ----- | ------- | ------- | ------- |
| Кількість осіб: | 487   | 526     | 559     | 551     |
| Різниця:        |       | +8,00 % | +6,27 % | -1,43 % |

| Рік:            | 2023. | 2024.   |
| --------------- | ----- | ------- |
| Кількість осіб: | 562   | 551     |
| Різниця:        |       | -1,95 % |